# 若土ダム
若土ダム（わかつちダム）は、富山県富山市、一級河川・神通川水系山田川に建設された県営のダムである。

## 概要
井田川総合開発事業の一環として建設されたアーチ式コンクリートの小型ダムで、堤高26m、堤頂長68m、堤長幅1.5m、敷幅5m、総貯水量242,000m3である。1959年4月20日起工、1961年3月31日竣工、土木工事は大林組、門扉製作は佐藤工業が施工。
上流部の菅沼ダム（南砺市）から井田川水系に移して発電に利用した水を大長谷第二発電所の下流で出水し、毎秒5.5m3の水を還流水路で山田川に再び移し、当ダムに湛水している。下流域への農業用水の供給も行っており、さらにこの用水を利用して、下流の若土発電所で常時20kw、最大270kwの出力で発電している。